# جامع سنان باشا (دمشق)
جامع السنانية أو جامع سنان باشا هو جامع أثري يقع في منطقة باب الجابية بدمشق.

## تاريخ الجامع
بني الجامع في ولاية سنان باشا الذي كان واليا لدمشق من 988-998هـ. تم بناء الجامع فوق جامع أقدم يدعى «جامع البصل».

## الطراز المعماري
استخدم في البناء حجارة بيضاء وسوداء بالتناوب. يضم الجامع مدرسة ونافورة مثمنة للوضوء.